# André Beyer
André Beyer (* 1. Juni 1957 in Dresden) ist ein deutscher Schauspieler, Synchron-, Hörspiel- und Hörbuchsprecher.

## Leben und Karriere
Beyer studierte von 1978 bis 1982 an der Theaterhochschule „Hans Otto“ in Leipzig.
Im Anschluss an Beyers Studium erfolgten mehrjährige Engagements an den Theatern in Freiberg (Stadttheater), Lüneburg und der Neuen Bühne in Senftenberg. Gleich in seinen ersten Jahren am Theater spielte er Rollen wie Peter van Dan in der Bühnenversion von Tagebuch der Anne Frank, Bill Starbuck in Der Regenmacher von N. Richard Nash, die Hauptrolle des Amphitryon im gleichnamigen Bühnenstück von Molière sowie den John in Die Insel von Athol Fugard.
Später, am Theater Lüneburg, spielte er den Bassisten in Süskinds Der Kontrabass, Pozzo in Warten auf Godot und Stech in Die Nashörner, Fellner in der Tragikomödie Indien von Josef Hader und Alfred Dorfer, Sagredo in Das Leben des Galilei von Bertolt Brecht sowie den Metzler in Goethes Götz von Berlichingen. In der Satire November stand er von 2009 bis 2014 als Chief Dwight Grackle in den Theatern Theater an der Kö in Düsseldorf, Contra-Kreis-Theater in Bonn, Komödie im Bayerischen Hof München, Münchner Tourneetheater, Komödie am Kurfürstendamm in Berlin und Winterhuder Fährhaus in Hamburg auf der Bühne.
In TV-Serien und -Dokumentationen war André Beyer unter anderem in Großstadtrevier, im Tatort, in Doppelter Einsatz, Rote Rosen, Lebe dein Leben und Alphateam in Haupt- und in Episoden-Nebenrollen zu sehen.
Seit dem Jahr 2014 arbeitet André Beyer vorrangig als Sprecher. Er ist Mitglied im Verband Deutscher Sprecher e. V. und lebt in Niedersachsen.

## Theater (Auswahl)
- 1982: Das Tagebuch der Anne Frank, als Peter van Dan, Stadttheater Freiberg
- 1984: Der Regenmacher, als Bill Starbuck, Stadttheater Freiberg
- 1984: An einem Tag wie jeder andere, als Glenn Griffin, Stadttheater Freiberg
- 1986: Wir, die Endesunterzeichnenden, als Semjonow, Theater Senftenberg
- 1986: Amphitryon (Molière), als Amphitryon, Stadttheater Freiberg
- 1988: Das Schaf, als Iwan Antonow, Stadttheater Freiberg
- 1992: Warten auf Godot, als Pozzo, Stadttheater Lüneburg
- 1999–2001: Götz von Berlichingen, als Metzler, Theater Lüneburg/Burgfestspiele Jagsthausen
- 2002: Indien, als Kurt Fellner, Theater Lüneburg
- 2003: Das Leben des Galilei, als Sagredo, Theater Lüneburg
- 2005–2006: Des Teufels General, als Hauptmann Pfundtmeyer, Theater Lüneburg/Burgfestspiele Jagsthausen
- 2006: Der kaukasische Kreidekreis, Gefreiter Schotta, Theater Lüneburg
- 2009–2014: November, Theater an der Kö, Contra-Kreis-Theater, Komödie im Bayerischen Hof, Komödie am Kurfürstendamm, Winterhuder Fährhaus
- 2011: Der eingebildete Kranke, Festspiele Heppenheim

## Filmografie (Auswahl)
- 1993–1994: Briefgeheimnis, Regie: Monika Zinneberg, Fernsehserie, ZDF[11]
- 1995: Tatort: Tod eines Polizisten, Regie: Jürgen Roland, ARD
- 1995: Sonntags geöffnet, Fernsehserie, RTL
- 1995: Doppelter Einsatz, Fernsehserie, RTL
- 1997: Tatort – Mord hinterm Deich, ARD/NDR/ORF
- 1997: Neues vom Süderhof, TV-Kinderserie, NDR
- 2006: Du sollst nicht töten, SAT.1
- 2007: Rote Rosen, Telenovela, ARD
- 2008: Kesslers Kosmos, Comedy, SAT.1
- 2008: Der Papst und sein Jesus, Szenische Dokumentation, SWR[14]
- 2009: Der Prinz und Bottel, Fernsehserie, ZDF
- 2012: Lebe Dein Leben, Fernsehfilm, ARD[15]

## Synchronisation (Auswahl)
- 2019, 2021: Für Paul Dobson als Siegfried Puttmann in Ninjago (Fernsehserie)

## Videospiele (Auswahl)
- 2016: Deponia Doomsday als Tuck
- 2016: The Witcher 3: Wild Hunt – Blood and Wine als Damien de la Tour
- 2016: Dishonored 2: Das Vermächtnis der Maske als Vize-Aufseher Liam Byrne
- 2019: Close to the Sun als Ludwig
- 2023: Resident Evil 4 als Bitores Méndez
- 2023: Alan Wake II als Odin Anderson

## Hörspiele und Hörbücher (Auswahl)
- 2008: Verhandlungssache (Hörspiel, WDR)
- 2009: Die Tore der Welt (Hörspiel, WDR)
- 2010: Anna Karenina (Hörspiel, Deutsche Grammophon)
- 2010: Nana (Hörspiel, Deutsche Grammophon)
- 2011: Die Kosaken (Hörbuch, Edition Apollo)
- 2013: Die drei ??? Kids – 33: Nacht im Kerker (Hörspiel, Europa)
- 2016: Twilight Mysteries, als Winston Prickett (Hörspiel)
- 2016: Mord in Serie – 22: Safe House (Hörspiel)
- 2017: Insel-Krimi – 1: Die Toten von Juist (Hörspiel)
- 2018: Gespenster-Krimi – 15: Monster Truck (Hörspiel)
- 2019: Die drei ??? – Adventskalender: O du finstere (Hörspiel, Europa)
- 2020: Die drei ??? – 209: Kelch des Schicksals (Hörspiel, Europa)
- 2020: Midnight Tales – 12: Stimmen in der Dunkelheit (Hörspiel)
- 2020: Laches, Platon (Hörbuch, Fliegenglas Verlag)
- 2020: Also sprach Zarathustra, Friedrich Nietzsche (Hörbuch, Fliegenglas Verlag)
- 2020: Lenz, Georg Büchner (Hörbuch, Fliegenglasverlag)
- 2022: Wild West Glory (Hörspiel)